# Вайнман, Эрвин
Эрвин Вайнман (нем. Erwin Weinmann; 6 июля 1909, Фромменхаузен, Роттенбург-ам-Неккар, Германская империя — дата смерти неизвестна) — немецкий врач, оберфюрер СС, руководитель зондеркоманды 4a, входившей в состав айнзацгруппы C, осуществлявшей массовые убийства на Украине, сотрудник Главного управления имперской безопасности.

## Биография
Отец Вайнмана был учителем и погиб на Первой мировой войне во Фландрии, так что Эрвин и его брат Эрнст (мэр города Тюбингена в 1939—1945) выросли без отца. Национал-социалистическими идеями увлёкся будучи школьником. Летом 1927 года начал изучать медицину в Тюбингенском университете. Участвовал в нескольких нападениях на профессоров Тюбингена, организованных приверженцами идей «фёлькише». 1 декабря 1931 года, будучи студентом, вступил в НСДАП (билет № 774436), национал-социалистический союз студентов Германии и Штурмовые отряды (СА).
В июле 1932 года Национал-социалистический союз студентов получил половину из 24 мест в тюбингенском Всеобщем студенческом комитете (AStA). В комитет вошёл и Вайнман, как один из ведущих активистов национал-социалистов в Тюбингене, и несколько лет работал в AStA, став лидером фракции нацистов в AStA.
До осени 1936 года работал врачом университетской больницы в Тюбингене, параллельно работая над диссертацией. В 1936 году стал сотрудником оберабшнита СД «Юго-Запад» в Штутгарте. В 1937 году был назначен начальником штаба оберабшнита СД «Восток». 30 января 1937 года был зачислен в ряды СС (№ 280196). В 1940 году стал начальником лейтабшнита СД в Берлине. В 1940 году был награждён «Крестом Военных заслуг» 2-го класса с мечами. С марта 1941 года был руководителем отдела IV D (оккупированные территории) Главного управления имперской безопасности. В январе 1942 года был назначен командиром зондеркоманды 4a в составе айнзацгруппы C, осуществлявшей массовые убийства на Украине. Летом 1942 года стал командиром полиции безопасности и СД в Праге, где согласно официальной версии погиб в мае 1945 года во время боёв за чешскую столицу.
9 июня 1949 года окружной суд Ройтлингена признал Вайнмана умершим. Это не помешало предположению о том, что Вайнман после поражения Третьего рейха мог сбежать на Ближний Восток так называемыми «крысиными тропами». В 1968 году управление Федерального ведомства по защите конституции Кёльна в обратилось к Центральному офису по расследованию национал-социалистических преступлений в Людвигсбурге запросом о проверке, не был ли проживавший в Александрии (Египет) штандартенфюрер СС Вайнман на самом деле Эрвином Вайнманом.